# Alma (álbum de Camilo Sesto)
Alma es el nombre de la vigésimo segunda producción de estudio del cantante, compositor y productor español Camilo Sesto. Editado y lanzado al mercado en España en 2002, bajo el sello Olimac. Esta producción, contó con la participación de Isabel Patton, quien interpreta en Español, a Christine, en los temas del "Fantasma de la Opera".
Una segunda edición de la misma producción, esta logra devolverlo al éxito, se realizó en el año 2003 para el mercado latinoamericano, bajo el sello BMG. En esta oportunidad, contó con la participación de Andrea Bronston, interpretando a Christine.

## Lista de canciones
1. Fresa salvaje - (4:16)
2. Yo regalo mi corazón - (2:59)
3. Duda de amor - (4:29)
4. Mola Mazo - (4:05)
5. No soy de tu propiedad - (3:19)
6. Desafío de amor a morir - (3:46)
7. Mi ángel azul - (3:58)
8. Eres mi perdición - (4:58)
9. Que será mejor o que será peor - (3:31)
10. Don't go - (3:31)
11. Apertura el fantasma de la Opera - (2:10)
12. El fantasma de  la Opera - (4:17)
13. Musica en la oscuridad - (5:07)
14. Solo te pido amor - (4:20)
15. Punto sin retorno - (3:08)